# Poema de Elena y María

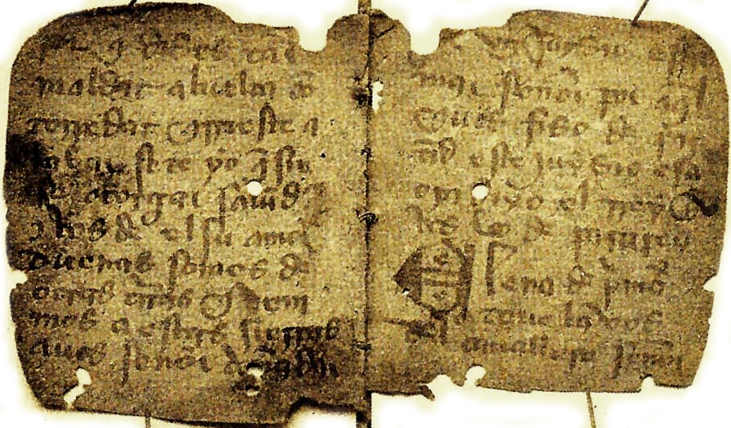
Manuscrito del poema de Elena y María. Se trata de un pequeño códice de 6,5 cm de ancho por 5,5 de alto aproximadamente. Su tamaño ínfimo hizo que Ramón Menéndez Pidal lo considerase la copia de bolsillo de un juglar, aunque en realidad es un libro de faltriquera destinado a la lectura privada, dada la dificultad para leer y pasar las hojas de este exiguo códice ante un auditorio.

El Poema de Elena y María, Debate de Elena y María o Disputa de Elena y María es un poema medieval escrito en un romance híbrido de castellano, asturleonés y galaicoportugués en el siglo XIII. Desaparecido durante siglos, a comienzos del siglo XX el estudioso Ramón Menéndez Pidal sacó a la luz un manuscrito inédito de finales del siglo XIII que formaba parte de los bienes del Duque de Alba. 
Este único manuscrito que se conserva, considerado una joya bibliográfica a la altura del Cantar del Mío Cid, se encuentra en la Biblioteca Nacional de España desde noviembre de 2017, cuando fue adquirido mediante compra a su anterior propietario, la Casa Ducal de Alba. Se trata de un manuscrito de minúsculas dimensiones (65x55 mm.) y su estado de conservación es delicado, pero su valor reside sobre todo en que es uno de los escasos textos originales que actualmente se conservan de los debates medievales castellanos y se cree que en origen, por su humilde encuadernación, el manuscrito pudo haber sido propiedad de un juglar, algo muy común pues los trovadores solían utilizar este tipo de textos encuadernados como chuleta para memorizarlos antes de recitarlos. Sin embargo, otras teorías apuntan que estaba dirigido a un ambiente cortesano pese a su supuesto carácter popular y que estaba destinado a la lectura privada de las mujeres nobles y de la corte. 
El texto, que data de en torno a 1280, está incompleto, pues falta el principio y el final. Tal y como nos ha llegado, se compone de 402 versos anisosilábicos, pareados, en los que se mezcla la rima consonante y la asonante. El texto recoge la discusión entre dos hermanas, Elena y María, sobre la relación que ambas mantienen con un clérigo y con un caballero y el origen del debate es dilucidar quien de los dos era el mejor partido.

## Argumento
El tema (debate de si es mejor ser barragana de un clérigo que de un caballero; es decir, si es mejor la vida de la una o la de la otra) no es original ya que las obras que trataron esta cuestión son abundantes tanto en latín como en las lenguas vernáculas. Las más antiguas son la Altercatio Phyllidis et Florae y el Romaricimontis Concilium. En lenguas romances destacaremos el Jugement d´Amour y Hueline et Eglantine, ya que fueron aprovechados por el poeta español.
Los textos que pertenecen a este subgénero de debates tienen ocho puntos comunes:
1. La acción se desarrolla en primavera.
2. Las antagonistas son dos mujeres.
3. Descripción de sus ropajes.
4. Cualidades del clérigo: amable, cortés, generoso.
5. Defecto: aburrido.
6. Cualidades del caballero: valiente, busca la gloria por su dama.
7. Defectos: pobre, indiscreto.
8. Sentencia final.

## Particularidades
De una forma u otra, estas características están presentes en Elena y María, excepto la primera y la última por las razones materiales ya expuestas al comienzo de esta entrada. Pero nuestro texto también tiene unos rasgos propios. Algunos de ellos son:
1. Carácter juglaresco del plano formal.
2. Puesta del énfasis en la sátira social.
3. Ausencia de elementos fantásticos y mitológicos.
4. Escasez de pasajes descriptivos y, por lo tanto, preponderancia del diálogo.
5. El clérigo de nuestro poema no se presenta como un personaje culto, sino como un abad, término con el que se designaba a un sacerdote de misa y confesionario.

## Estructura
En cuanto a la estructura, hay tres partes:
1. El debate, propiamente dicho, que comprende los versos 1-282. En él dos jóvenes, hermanas y de buena posición,[5] discuten sobre si es mejor ser amiga de un sacerdote o de un caballero. Como es habitual en este tipo de obras, tanto se alaban como se vituperan, con lo que se nos muestra el anverso y el reverso de los dos estamentos. Llama la atención que se valore especialmente los aspectos materiales y se olviden los espirituales.
2. Como no se ponen de acuerdo, deciden buscar un árbitro. En este caso el rey Oriol. Los versos 283-335 se dedican a describir a este monarca y su corte.
3. Los versos 339 (faltan 336-338)-402 narran la llegada de las dos hermanas a la corte y la exposición de su querella.